# Аниций Авхений Бас (консул 408 г.)
Вижте пояснителната страница за други личности с името Аниций Авхений Бас.
Аниций Авхений Бас (на латински: Anicius Auchenius Bassus) е политик на Западната Римска империя през 5 век.

## Биография
Произлиза от фамилията Аниции. Син е на Аниций Авхений Бас (praefectus urbi 382 – 383 г.) и Турения Хонората. Баща е на Аниций Авхений Бас (консул 431 г.).
През 408 г. Бас e консул на Запад заедно с Флавий Филип.